# Politiets Efterretningstjeneste
Politiets Efterretningstjeneste (PET) ist der dänische Inlandsnachrichten- und Sicherheitsdienst, dessen Aufgabe es ist, Gefahren gegen Dänemark und die dänische Gesellschaft zu identifizieren und ihnen vorzubeugen. Er wurde 1939 unter dem Namen Sikkerhedspolitiet (SIPO) (dänisch für Sicherheitspolizei) gegründet und hat seinen Sitz in Søborg. Der PET untersteht nominell dem Justizministerium. Sein Etat betrug 2010 etwa 800 Millionen dänische Kronen, umgerechnet 107 Millionen Euro; er hat etwa 800 Mitarbeiter. Leiter der Behörde (dänisch Chefen for PET) ist seit dem 1. Januar 2016 Finn Borch Andersen.

## Aufgaben
Aufgabe des PET ist zuallererst, Verbrechen gegen den Staat und dessen Selbstständigkeit oder Sicherheit zu verhindern und vorzubeugen, wie in Kapitel 12 des dänischen Strafgesetzbuchs (Straffeloven) beschrieben. Kapitel 13 beschreibt des Weiteren Verbrechen gegen die dänische Verfassung (Grundloven), welche ebenfalls unter den Aufgabenbereich von PET fallen. Spionageabwehr, Terrorismusbekämpfung und Bekämpfung von Rechtsextremismus und Linksextremismus gehören dazu, aber auch Sicherheitskoordination, Personenschutz und Datenschutz.
Von seinen Aufgaben her ist er am ehesten mit dem deutschen Bundesamt für Verfassungsschutz oder der österreichischen Direktion Staatsschutz und Nachrichtendienst vergleichbar.